# جفری باب
جفری باب (به انگلیسی: Jeffrey Bub)؛ (زاده ۱۹۴۲) فیزیک‌دان و فیلسوف فیزیک، و استاد ممتاز در بخش فلسفه، مرکز مشترک اطلاعات کوانتومی و علوم کامپیوتر، و مؤسسه علوم و فناوری فیزیکی در دانشگاه مریلند است.
او مدرک لیسانس خود را در ریاضیات و فیزیک محض از دانشگاه کیپ‌تاون گرفت. یک بورس تحصیلی به او این امکان را داد تا در کالج بیرکبک با دیوید بوهم که تأثیر فکری عمیقی بر کار او داشت کار کند. باب دکترای خود را در رشته فیزیک ریاضی از دانشگاه لندن در سال ۱۹۶۶ دریافت کرد. قبل از اینکه در سال ۱۹۸۶ به‌عنوان استاد در دانشگاه مریلند مشغول به کار شود، در دانشگاه مینه‌سوتا، دانشگاه ییل، دانشگاه تل آویو و دانشگاه وسترن انتاریو کار می‌کرد. او استاد مدعو در دانشگاه پرینستون، دانشگاه ییل، دانشگاه کالیفرنیا در ارواین، مدرسه اقتصاد لندن، دانشگاه کالیفرنیا در سن‌دیگو، مؤسسه پریمتر برای فیزیک نظری، و مؤسسه اپتیک کوانتومی و اطلاعات کوانتومی در دانشگاه وین بود.
علایق اصلی تحقیقاتی او به مبانی کوانتومی، اطلاعات کوانتومی، محاسبات کوانتومی و رمزنگاری کوانتومی مربوط می‌شود. در سال ۱۹۹۸، کتاب او به نام تفسیر دنیای کوانتومی برنده جایزه لاکاتوش شد. او در سال ۲۰۰۵ جایزه پژوهشی و بورس تحصیلی دانشکده کیروان دانشگاه مریلند را به‌دلیل کارش در زمینه مبانی کوانتومی و اطلاعات کوانتومی دریافت کرد.
باب بیش از ۱۰۰ مقاله علمی منتشر کرده‌است. اولین مورد از آن‌ها، سه مقاله است که به همراه دیوید بوم نوشته شده و در سال‌های ۱۹۶۶ و ۱۹۶۸ منتشر شده‌است. در سال ۲۰۱۰، او استدلالی را منتشر کرد مبنی بر این‌که کار معروف جان استوارت بل (و گرته هرمان) اثبات فون نویمان در مورد عدم امکان متغیرهای پنهان در مکانیک کوانتومی را اشتباه تعبیر کرده‌است. اعتبار استدلال باب نیز به‌نوبه خود مورد مناقشه است.

## آثار
- جفری باب: دنیای موز: مکانیک کوانتومی برای نخستی‌ها، انتشارات دانشگاه آکسفورد، ۲۰۱۶، شابک ‎۹۷۸-۰-۱۹-۸۷۱۸۵۳-۶
- جفری باب: تفسیر دنیای کوانتومی، انتشارات دانشگاه کمبریج، ۱۹۹۷،[۴] شابک ‎۹۷۸-۰-۵۲۱-۶۵۳۸۶-۲ (نسخه شومیز اصلاح‌شده، 1999) - بررسی توسط کنت ای. پیکوک
- جفری باب: تفسیر مکانیک کوانتومی (سری انتاریوی غربی در فلسفه علم)، اسپرینگر، ۱۹۷۴، شابک ‎۹۷۸-۹۰-۲۷۷-۰۴۶۵-۸
- جفری باب: انتشارات دانشگاه پرینستون 2018. شابک 978-0-691-17695-6.